# 稲垣氏俊
稲垣 氏俊（いながき うじとし）は、戦国時代の武将。今川氏の家臣。
三河稲垣氏は文明年間に、伊勢国から三河国宝飯郡に移住した地侍の家系。
永禄3年（1560年）の桶狭間の戦いにおいて今川義元が戦死すると、今川氏の領国は支配力が低下し中でも三河における離反者が続出した。翌永禄4年（1561年）、吉田城代・小原鎮実などが徳川氏に味方した三河野田城主・菅沼定盈を開城降伏させると、今川氏真によって氏俊は野田城代に抜擢された。
しかし、永禄5年（1562年）6月、定盈が持ち城を奪回すべく夜襲を仕掛け、氏俊は防戦の中で討ち死にした。